# Dvojvila U Tenisu (Košíře)
Dvojvila U Tenisu je rodinná vila v Praze 5-Košířích, která stojí ve vilové čtvrti Cibulka poblíž usedlosti. Od 20. května 1991 je chráněna jako nemovitá kulturní památka České republiky.

## Historie
Dvojvila pochází z roku 1929. Jejím autorem je architekt Ludvík Hilgert, který roku 1936 navrhl také přístavbu zasklené verandy. Dům je velmi kvalitním příkladem funkcionalistické architektury s řadou dochovaných původních prvků, vnitřního uspořádání a částečně dochovaného vnitřního vybavení. Ve vile bydlel spisovatel a politik Jiří Hejda. V roce 1949 byl právě zde zatčen Státní bezpečností a odsouzen v procesu se skupinou Milady Horákové. Roku 2011 přijalo Ministerstvo kultury návrh na zrušení památkové ochrany na polovinu domu, tomu však nebylo vyhověno.

## Popis
Jednopatrová symetricky komponovaná dvojvila stojí v zahradě na mírně se svažujícím terénu. Fasádu do ulice má nečleněnou. Nad oběma vstupy krytými stříškou jsou tři úzká okénka. Zadní fasáda je členěna patrovými terasami. Terasy tvoří ve středu přerušené loubí nad přízemními verandami. Dům s č.p. 477 má verandu v patře zasklenou a v ní umístěnou zimní zahradu.